# Александровская военно-юридическая академия
Алекса́ндровская вое́нно-юриди́ческая акаде́мия — высшее военно-учебное заведение Российской империи. Готовила офицеров для военно-судебного ведомства.

## История академии
В 1866 году при Аудиторском училище были образованы двухлетние офицерские классы. В 1867 году они были преобразованы в Военно-юридическую академию.
С 1908 году получила название Александровской в честь Александра III. В академию принимались офицеры всех родов войск в чине до капитана, прослужившие в строю не менее 4 лет. Выпускники получали право занимать должности по военно-судебному ведомству. С 1880 в академии обучались также офицеры сербской и болгарской армий.
С началом Первой мировой войны учебный процесс в академии был прекращен, однако в 1917 году он возобновился. Кроме офицеров, обучавшихся здесь до войны, было решено допускать к приему в академию и других кандидатов: в младший класс – офицеров не старше 35 лет и с законченным средним образованием, в старший класс – офицеров до 40 лет с высшим юридическим образованием. С высшим юридическим образованием в старший класс могли поступать также военные чиновники до 35 лет и нижние чины до 30 лет, имеющие не менее чем трехмесячный стаж строевой службы.
Всего академия выпустила около 1000 военных юристов. Закрыта в декабре 1917 года. Размещалась в Санкт-Петербурге на набережной Мойки, 96.

## Программа
Срок обучения составлял три года. Программа обучения делилась на главные и вспомогательные предметы. Главные: военно-уголовные законы, военно-уголовное судопроизводство, военно-административные законы, уголовное право и судопроизводство, история военного законодательства, государственное и гражданское право. К вспомогательным относились: история русского права, энциклопедия права, финансовое право, полицейское право, церковное право, международное право, политическая экономия, гражданский процесс, судебная медицина, психология и логика.
Среди профессоров академии были К. Д. Кавелин, Н.А Неклюдов, С. А. Бершадский, Н. Д. Сергеевский, Н. М. Коркунов, Ф. Н. Панов, В. Д. Кузьмин-Караваев, Д. Д. Бессонов.

## Начальники академии
- 1867 — 25.12.1875 — генерал-майор Павел Фёдорович Фермор
- 25.12.1875 — 01.01.1897 — генерал-майор (с 30.08.1881 генерал-лейтенант, с 14.05.1896 генерал от инфантерии) Павел Осипович Бобровский
- 26.01.1897 — 30.07.1905 — генерал-лейтенант Флорентий Николаевич Платонов
- 24.09.1905 — 10.06.1908 — генерал-лейтенант (c 22.04.1907 генерал от инфантерии) Владимир Онисимович Басков
- 16.06.1908 — 25.02.1911 — генерал-майор (с 06.12.1908 генерал-лейтенант) Николай Владимирович Кирилин
- 25.02.1911 — 21.05.1912 — генерал-лейтенант Михаил Михайлович Бородкин
- 04.06.1912 — 08.04.1917 — генерал-майор (с 14.04.1913 генерал-лейтенант) Алексей Иванович Звонников

## Известные выпускники
- Алянчиков, Константин Николаевич (1874—1936) — генерал-лейтенант, участник первой мировой войны, участник Белого движения.
- Болдырев, Василий Ксенофонтович (1850—1916) — генерал-лейтенант, начальник Алтайского округа Кабинета Его Величества.
- Великий Князь Андрей Владимирович
- Довбор-Мусницкий, Константин Романович — генерал-лейтенант, военный писатель.
- Жебрак-Русанович, Михаил Антонович — русский военный и общественный деятель, полковник.
- Тутковский, Павел Павлович — в эмиграции, музыкант и писатель.
- Раупах, Роман Романович фон (1870—1943) — полковник, военный следователь.